# Ryszard Szmydki
Ryszard Szmydki, O.M.I. (* 26. dubna 1951, Tarebiski) je polský římskokatolický kněz a emeritní podsekretář sekce pro evangelizaci Dikasteria pro evangelizaci.

## Život
Narodil se 26. dubna 1951 v Tarebiski.
Roku 1970 vstoupil k Misionářům oblátům Panny Marie Neposkvrněné a 21. ledna 1977 složil své věčné sliby. Dne 2. července 1978 byl vysvěcen na kněze. Získal licenciát z dogmatické teologie na Papežské univerzitě Urbaniana a doktorát na Katolické univerzitě v Lublinu.
Poté se stal misionářem v Kamerunu. Roku 2005 se vrátil do Polska a stal se provinciálním vikářem Oblátů. Roku 2010 byl jmenován provinciálem Oblátů v Polsku a roku 2013 byl znovuzvolen.
Dne 3. dubna 2014 se stal generálním sekretářem Papežského misijního díla šíření víry.
Dne 28. září 2017 jej papež František jmenoval podsekretářem Kongregace pro evangelizaci národů.
Dne 5. června 2022 byl ustanoven podsekretářem sekce pro evangelizaci Dikasteria pro evangelizaci.
Dne 25. dubna 2023 rezignoval na post podsekretáře.
Mluví italsky, francouzsky a anglicky.